# Estatuts de Pàmies
Els Estatuts de Pàmies van ser una norma bàsica redactada per a regular els territoris conquerits per Simó de Montfort al Llenguadoc. Promulgats l'1 de desembre de 1212 a Pàmies, descriuen les normes que havien d'articular a partir d'aquell moment la vida religiosa, militar i civil als vescomtats de Carcassona, Besiers i Albi i el comtat de Rasès. Neixen en el context de la Croada albigesa i representen un intent d'assimilar les lleis i costums del Llenguadoc a les del Regne de França.

## Context històric
L'agost de 1209 Simó de Montfort, comte de Leicester, va acceptar l'atribució dels territoris conquerits aquell estiu durant les primeres campanyes contra les terres dels heretges, després del rebuig dels grans barons francesos. D'aquesta manera es va convertir de facto en el cap militar de la croada i en el braç executor de l'església en matèria d'heretgia.
Tanmateix Simó de Montfort acceptava, amb l'adjudicació dels territoris i en nom de la fe, una dura tasca de consolidació, control i expansió dels seus nous dominis que s'allargaria fins al final de la seva vida, arribat davant les muralles de Tolosa el 1218. Seguirien uns anys de guerra que el durien als cèlebres setges victoriosos de Menerva (1210) o La Vaur (1211), contraatacs del comte de Foix com el de la batalla de Montjuèi i a la gestió armada dels diferents alçaments contra el seu poder que anaven sorgint aqui i allà. Aquesta situació de tensió bèl·lica va acabar amb el posicionament contrari a la croada del propi comte de Tolosa, Ramon VI, que el juny de 1211 va veure com Simó de Montfort assetjava sense èxit la ciutat de Tolosa.
La campanya de l'any 1212 va ser especialment activa i va servir per consolidar el poder de Montfort i l'Església als territoris conquerits i reconquerits al llarg d'aquests tres anys de guerra al Llenguadoc. Havia deixat sense possibilitats a la majoria dels seus adversaris i Tolosa es trobava aïllada. Amb aquestes circumstàncies favorables va ser el moment de dotar de lleis noves el país conquerit.

## Els estatuts

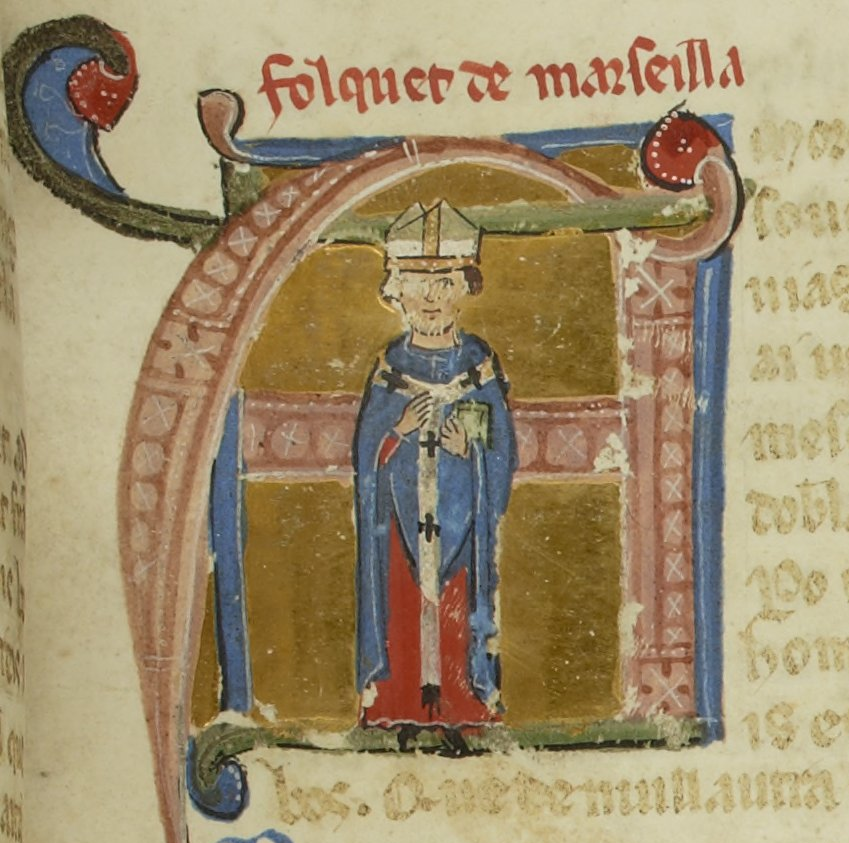
Representació de Folquet de Marsella en un cançoner del (BnF ms. 854 fol. 61).

El novembre de 1212 Simó de Montfort va reunir un gran parlament a Pàmies compost pels prelats de la croada i els senyors que havien participat en la conquesta. Aquesta assemblea va escollir una comissió de 12 persones que s'havia d'encarregar de redactar les noves costums que s'haurien d'aplicar a partir d'aquell moment. La comissió estava composta per Folquet, bisbe de Tolosa, Navarre, bisbe de Coserans, un templer, un hospitaler, quatre cavallers francesos i 4 "indígenes" (dos cavallers i dos burgesos).

### Estructura
Els Estatuts de Pàmies estan composts per 46 articles més una convenció a part que signa Simó de Montfort i els seus vassalls. A grans trets es poden dividir en cinc parts (o capítols) que fan referència a diferents aspectes:
- Església i religió: Articles 1-10
- Exèrcit i cavallers conqueridors: Articles 17-24
- Heretges i jueus: Articles 11, 14, 15 i 25
- Burgesos i pagesos: Articles 13, 26-34
- Altres mesures administratives: Articles 16 i 35-42
- Transmissió de béns: Articles 12, 43-46

### Contingut
L'objectiu dels Estatuts de Pàmies era la pacificació de la terra conquerida i el restabliment de l'ordre de Déu. Pierre des Vaux-de-Cernay ho resumeix en la seva crònica:
| « | Ve-t'ho aquí quin fou l'objectiu d'aquesta assemblea: fer regnar les bones costums a la terra que el nostre comte havia guanyat i sotmès per a la Santa Església romana, netejar la porqueria herètica que havia corromput tot el país, implantar costums tant pel que fa al culte de la religió cristiana, com a la pau temporal i la tranquil·litat d'aquesta terra. | » |

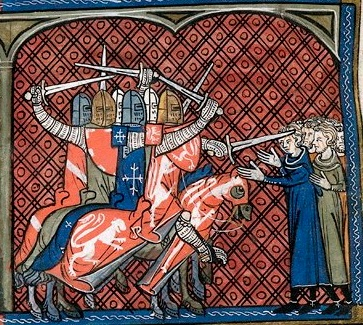
Miniatura que representa cavallers francesos atacant a albigesos. Les armes del cavaller que hi ha en primer terme són les de Simó de Montfort. Extret de les Cròniques de Sant Denis.

Hi ha diversos articles que resumeixen com es volen aconseguir aquests objectius. En primer lloc l'Església s'erigeix com la gran beneficiària de la nova situació. Els primers articles dels estatuts estan destinats a establir els privilegis tant espirituals (obligació d'anar a l'església els diumenges a l'art. 9) com terrenals (pagament d'impostos al papa a l'art. 7). També s'estipula l'exclusivitat dels estaments eclesiàstics en el dret de jutjar heretges (art.25). Pel que fa als heretges i jueus, queden exclosos de qualsevol possibilitat d'accedir a càrrecs públics (art. 14) o de viure a l'interior de les ciutats.
Els articles que fan referència a les mesures d'ordre militar persegueixen assegurar un exèrcit permanent a Simó de Montfort i refermar el poder dels conqueridors sobre la terra conquerida, en detriment de la noblesa local. D'aquesta manera, per un període de vint anys la noblesa occitana va quedar exclosa de la vida militar i, per tant, del control efectiu del territori (art. 18):
| « | Els cavallers francesos que deuen el seu servei al comte hauran de servir amb cavallers francesos. No podran, durant vint anys, reemplaçar els cavallers francesos per cavallers del país. | » |

La concepció de la transmissió de béns i dots també s'emmarca en un context de conquesta. Així els articles 45 i 46 asseguren encara més el control sobre la noblesa local. L'article 45 s'ocupa de les dones dels enemics del comte i l'Església, obligant-les a prestar vassallatge als nous senyors si volen conservar les terres i dots. També prohibeixen a les dames nobles (art. 46) de casar-se amb cap noble local en l'espai de 10 anys sense autorització, en canvi podrien casar-se amb senyors francesos lliurement.

### La substitució del dret llenguadocià
La conquesta queda reflectida en alguns dels punts dels estatuts de Pàmies, sobretot en aquells que marca clarament quina modalitat jurídica s'utilitzarà a l'hora d'aplicar la llei. L'article 12 i el 43 ho refermen amb la següent fórmula: ... segons els usos de França i de París.
En aquest sentit és especialment rellevant l'annex que culmina els estatuts, on s'instisteix en l'aplicació del dret francès:
| « | Costums que el senyor comte ha d'observar entre ell i els barons de França i altres a qui ell ha donat la terra en aquest país: Tant entre barons i cavallers, com entre burgesos i pagesos, les successions es faran segons els usos de França i de París. (...) En els pleits, afers de justícia, dots, feus i compartiment de terres, el comte haurà de garantir als barons de França i a d'altres a qui ell haurà donat la terra en aquest país els mateixos usos que els que hi ha a França i a París. | » |